# Michael Gaglio
Michael „Mike“ Gaglio ist ein US-amerikanischer Schauspieler und Filmproduzent. Er wirkt hauptsächlich unter seinem Spitznamen in Low-Budget-Filmen und Erotikfilmen mit.

## Leben
Gaglio ist Mitglied des Benevolent and Protective Order of Elks. Seit 1990 tritt er als Fernseh- und Filmschauspieler in Erscheinung. 2010 verkörperte er in Mega Shark vs. Crocosaurus die Rolle des Captain Smalls. 2012 war er im Erotikfilm Dirty Blondes from Beyond als Mark Grabowski zu sehen. Von 2016 bis 2019 stellte er in insgesamt 28 Episoden der Fernsehserie Suspense verschiedene Charaktere dar. 2022 spielte er im Science-Fiction-Film 2025 Armageddon – Willkommen im Multiversum die Rolle des Actor. Er ist außerdem als Filmproduzent tätig und produzierte unter anderen 2004 den Film The Halfway House, 2006 die Dokumentation Goolians: A Docu-Comedy, 2007 den Kurzfilm Night Visit sowie 2012 den Film Lizard Man.

## Filmografie (Auswahl)

### Schauspiel
- 1990: Space Chase
- 1993: Road to Revenge
- 1993: Demon House
- 1994: Premiere des Schreckens (Turn of the Blade)
- 1994: Manosaurus
- 1995: Lost Victories (Kurzfilm)
- 1995: U.S. Customs Classified (Fernsehserie, Episode 1x04)
- 2000: Romeo and Juliet
- 2002: 48 ½ (Kurzfilm)
- 2003: Dismembered
- 2004: The Halfway House
- 2006: Satanic
- 2006: The Eden Formula (Fernsehfilm)
- 2007: Super Ninja Doll (Super Ninja Bikini Babes, Fernsehfilm)
- 2008: Death's Door
- 2008: The Lair (Fernsehserie, Episode 2x01)
- 2008: Tarzeena: Jiggle in the Jungle (Fernsehfilm)
- 2009: Dark House
- 2010: Megaconda
- 2010: Turbulent Skies (Fernsehfilm)
- 2010: American Bandits: Frank and Jesse James
- 2010: Titanic 2 – Die Rückkehr (Titanic II)
- 2010: Sharktopus (Fernsehfilm)
- 2010: Paranormal Investigations 2 – Gacy House (8213: Gacy House)
- 2010: Milf
- 2010: Mega Shark vs. Crocosaurus
- 2010: 2010: Moby Dick
- 2011: Mega Python vs. Gatoroid (Fernsehfilm)
- 2011: Rewind Time Machine (Fernsehfilm)
- 2011: Little Witches (Fernsehfilm)
- 2011: 200 MPH – Tempo ohne Limit (200 M.P.H.)
- 2011: Pray for Dawn – Bunker der Schmerzen (The Bunker)
- 2011: Zombie Apocalypse (Fernsehfilm)
- 2011: Supershark (Super Shark)
- 2012: Celebrity Sex Tape
- 2012: Leonor Greyl: The Artist (Kurzfilm)
- 2012: The Teenie Weenie Bikini Squad (Fernsehfilm)
- 2012: The Luckiest Man Alive (Kurzfilm)
- 2012: Dirty Blondes from Beyond (Fernsehfilm)
- 2012: Busty Housewives of Beverly Hills
- 2012: Bikini Spring Break Massaker (Girls gone Dead)
- 2012: Baby Dolls Behind Bars
- 2012: Lizard Man
- 2013: The Big Bust Theory
- 2013: Mother: Sie schlägt zurück (Social Nightmare, Fernsehfilm)
- 2013: All I Want for Christmas (Fernsehfilm)
- 2014: Great Bikini Bowling Bash
- 2014: Atomic Hotel Erotica (Fernsehfilm)
- 2014: The Silent Affair (Kurzfilm)
- 2014: A Perfect Christmas List (Fernsehfilm)
- 2014: That Guy: Pilot (Kurzfilm)
- 2014: House of Secrets
- 2015: Kidnapped: The Hannah Anderson Story (Fernsehfilm)
- 2015: Angeline (Kurzfilm)
- 2015: College Coeds vs. Zombie Housewives
- 2015: Lust in Space
- 2015: A Christmas Reunion (Fernsehfilm)
- 2015: The Flight Before Christmas (Fernsehfilm)
- 2015: God's Club
- 2015: Window of Opportunity
- 2016: Dead Man Rising
- 2016: Attack of the Killer Donuts
- 2016: Deadly Pickup
- 2016: The Love Machine
- 2016: Escape from Pleasure Planet
- 2016: A Christmas in Vermont (Fernsehfilm)
- 2016–2019: Suspense (Fernsehserie, 28 Episoden, verschiedene Rollen)
- 2017: Dances with Werewolves
- 2017: A Doggone Hollywood
- 2018: A Doggone Adventure
- 2018: Soundwave
- 2018: Slay Belles
- 2019: The Adventures of Aladdin (Adventures of Aladdin)
- 2019: Paint It Red
- 2019: The Wrong Stepmother (Fernsehfilm)
- 2019: The Wrong Cheerleader (Fernsehfilm)
- 2019: One Fine Christmas (Fernsehfilm)
- 2019: The Three Bears and the Perfect Gift
- 2020: A Soldier's Revenge
- 2020: Amazing Grace (Kurzfilm)
- 2020: The Amityville Harvest
- 2021: The Wrong Mr. Right (Fernsehfilm)
- 2021: The Wrong Prince Charming (Fernsehfilm)
- 2021: Keeping Up with the Joneses (Miniserie, Episode 1x02)
- 2021: The Deceased Won't Desist!
- 2021: The Amityville Moon
- 2022: Amityville Uprising
- 2022: The Wrong Blind Date (Fernsehfilm)
- 2022: The Wrong High School Sweetheart (Fernsehfilm)
- 2022: Attack of the 50 Foot CamGirl
- 2022: Piranha Women
- 2022: Shooting Star
- 2022: Jack & Blue (Kurzfilm)
- 2022: Murder, Anyone?
- 2022: Give Till It Hurts
- 2022: 2025 Armageddon – Willkommen im Multiversum (2025 Armageddon)
- 2023: Winds of Silence
- 2023: Murderbot

### Produktion
- 2004: The Halfway House
- 2006: Goolians: A Docu-Comedy (Dokumentation)
- 2007: Night Visit (Kurzfilm)
- 2012: Lizard Man